# 森山実道
森山 実道（もりやま さねみち）は、江戸時代前期から中期にかけての旗本。4代飛騨代官。通称は又左衛門。家禄は150俵。

## 略歴
森山実吉の子として誕生。兄は代官森山実輝。室は遠山甚五兵衛の娘。
元禄13年（1700年）甲府徳川家に召し出され勘定を務める。宝永元年（1704年）徳川綱豊が江戸城に移る時に幕臣となり、蔵米100俵を給う。正徳元年（1711年）50俵を加増される。正徳3年（1713年）越前国石田代官となる。正徳5年（1715年）から飛騨代官となり、高山糸問屋の任命を行う。実道の代から飛騨代官は専任となる。享保6年（1721年）1月29日死去。享年50。

## 経歴
- 元禄13年（1700年）勘定出役
- 宝永元年（1704年）幕臣となり、本丸勘定を務める。蔵米150俵。
- 正徳元年（1711年）50俵を加増される。
- 正徳2年（1712年）駿河国・遠江国・三河国・美濃国を巡見する。
- 正徳3年（1713年）越前国石田代官となる。
- 正徳5年（1715年）飛騨代官となる。
- 享保6年（1721年）死去

## 系譜
- 父：森山実吉 - 甲府徳川家家臣
- 母：中島弥右衛門（紀州徳川家家臣）の娘
- 室：遠山甚五兵衛の娘